# Mawsonsee
Koordinaten: 65° 0′ S, 105° 0′ O
Die Mawsonsee ist ein Abschnitt des Südlichen Ozeans vor der Küste des ostantarktischen Königin-Marie-Lands und des Wilkeslands. Sie erstreckt sich zwischen dem Shackleton-Schelfeis und der Vincennes Bay. Westlich (95°35'O) schließt sich die Davissee an, nach Osten die D’Urville-See. Die Mawson-See ist Mündungsgebiet des Scott-Gletschers und des Denman-Gletschers.
Die Benennung erfolgte durch russische Wissenschaftler. Namensgeber ist der australische Polarforscher Douglas Mawson (1882–1958).
Die Mawsonsee weist eine Flächenausdehnung von 333.000 km² auf, überwiegend auf dem Kontinentalschelf. Die maximale Tiefe beträgt rund 1000 Meter. Die stark gegliederte Küstenlinie ist 820 Kilometer lang. An der Küste liegt die australische Forschungsstation Casey.